# Málaga CF
Málaga CF je španělský fotbalový tým hrající 2. nejvyšší soutěž – Segunda Division. Klub sídlí ve městě Malaga.

## Historie Málagy CF

### Počátek jako rezerva
Klub byl založen v roce 1948 jako rezerva klubu CD Málaga. Klub byl pojmenován Club Atlético Malagueño na oživení vzpomínky na klub, který byl s CD Málaga v roce 1933 sloučen. Během sezóny 1959/60 klub postoupil do 3. ligy, kde se v tu dobu ale ocitala i CD Málaga. Jako rezervní tým by byl vrácen zpět do 4. ligy, ale aby se tomu předešlo, vedení klubu ho oddělilo od mateřského klubu. Ten byl tak registrován jako samostatný člen španělské fotbalové federace.

### Z rezervy áčko
V roce 1992 byl klub CD Málaga rozpuštěn z finančních důvodů a klub CA Malagueño pokračoval ve své činnosti. V sezóně 1992/93 hrál klub Tercera Division Group 9, ale po úspěšné kampani klub postoupil do Segunda División B. Nicméně další sezónu znovu sestoupil a čelil finančním potížím. 19. prosince 1993 v referendu členové klubu hlasovali ve prospěch změny názvu klubu, a tak se 29. června 1994 CA Malagueño změnilo na Málaga Club de Fútbol SAD a klub se stal oficiálním následovníkem klubu Club Deportivo Málaga.

### Postup do La Ligy
V sezóně 1997-98 dokázala Málaga postoupit z Segunda División B do Segunda División z prvního místa IV. skupiny. To ovšem nebylo vše a klub o rok později opanoval i Segunda División, když skončil před B týmem Atlética Madrid a Numancií. Nejlepší střelec byl Catanha s 26 góly.
Klub tak navázal na úspěchy CD Málagy a bojoval též jako před pár lety CD v Primera División. V první sezóně skončil na dvanáctém místě 5 bodů na sestupujícím Betisem. Málaga si připsala na konto skalp Barcelony na Nou Campu. Druhým nejlepším střelcem ligy byl Catanha tentokráte se 24 góly, ten ale po sezóně odešel do Celty Vigo.

### Úspěchy v evropských pohárech
Málaga měla kvalitní mládež a moderní stadión. Přesto Málaga nikdy nebojovala o titul a umisťovala se ve středu tabulky. Tým vedl populární trenér Peiró Joaquín a s ním získali jedinou trofej - Intertoto Cup v roce 2002, to porazili Gent, Willem II a Villarreal. Díky tomu se kvalifikovali do Poháru UEFA. Zde skončili na Boavistě Porto, poté co vyřadili FK Željezničar Sarajevo (kteří vyřadili Newcastle United), Amicu Wronki, Leeds United (po výhře 2:1 na Elland Road díky gólům Julia Dely Valdése) a AEK Atény.
Po odchodu trenéra Peirá Joaquína došlo k hromadném exodusu. Klub postupně opustili Dario Silva, Kiki Musampa, Julio Dely Valdés a Pedro Contreras. Kormidlo převzal Juande Ramos a Málaze se podařilo Barceloně uštědřit debakl 5:1 po hattricku Salvy Ballesty hostujícího z Valencie. Ramos po sezóně Málagu opustil, nahradil ho Gregorio Manzano.

### Finanční potíže a sestup

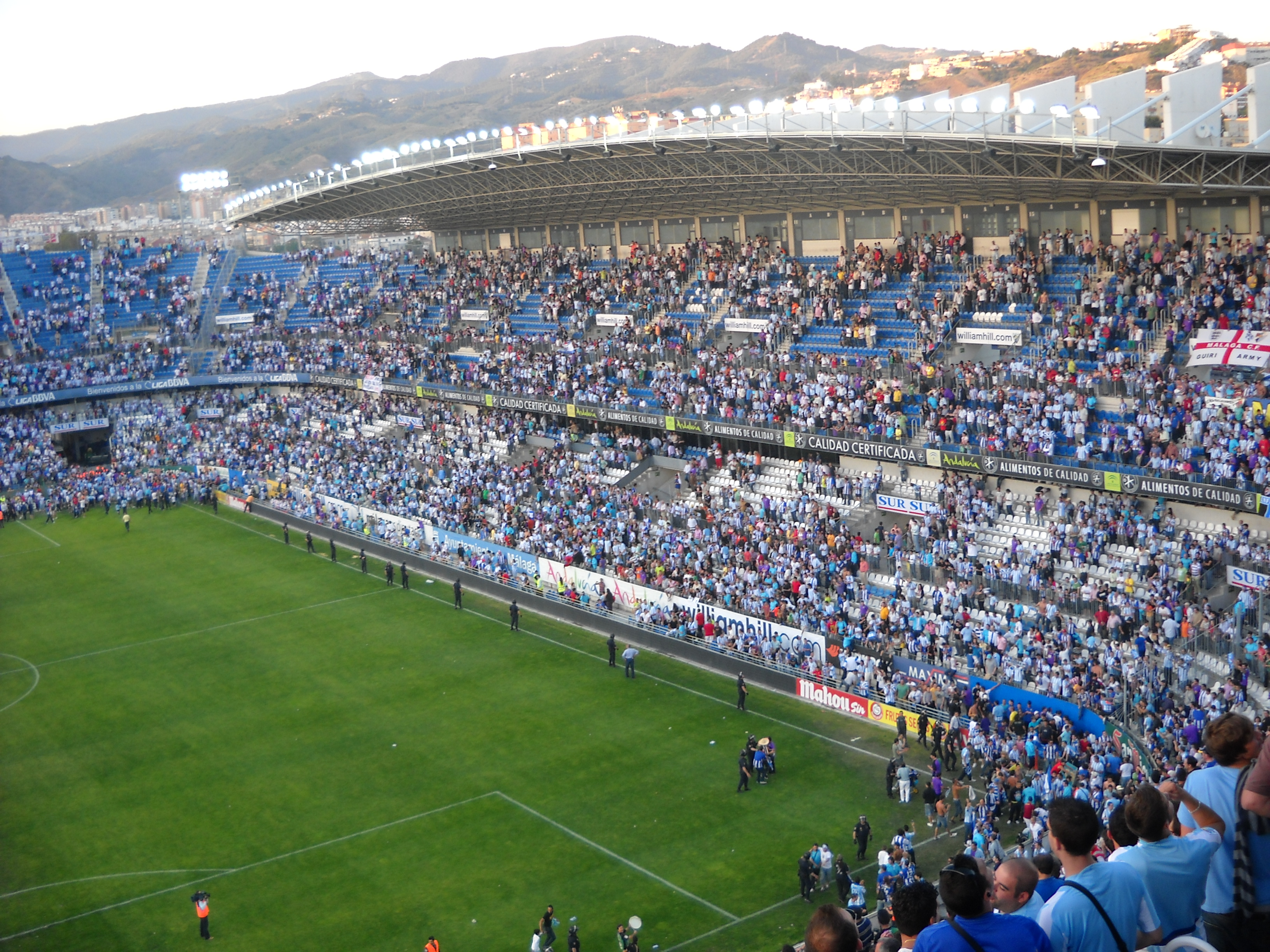
Na La Roseladě během oslav záchrany v roce 2010

Přestože Málaga neměla v minulých letech se záchranou problémy, klub šel ke dnu a zdráhaly ho finanční potíže. Málaga dostala nejvíce branek a měla třetí nejhorší útok. Skončila tak jasně poslední se ztrátou propastných 16 bodů na záchranu. Manzano se pakoval.
Do nové sezóny v druhé lize šel klub s velkými ambicemi. Výkony ovšem nestačily na víc než boj o záchranu. Další sezónu zahnala Málaga starosti fanoušků výhrou v prvních osmi z jedenácti zápasů, ale po poklesu formy a kvůli taktickým chybám ztratila svůj náskok před Numancií. Takže potřebovala v posledním zápase s Tenerife vyhrát, aby se nemusela ohlížet na výsledky Gijónu a Realu Sociedad, to se podařilo po dvou gólech Antonia Hidalga v poměru 2:1, a Málaga tak slavila návrat mezi nejlepší na úkor Realu Sociedad. Celkově skončila na druhém místě za Numancií.
Vrátila se tak pro sezónu 2008/09, aby skončila na solidním 8. místě. José Rondón nastřílel 14 branek a klub by hnán kvartetem Duda - Baha - Luque - Eliseu. V létě se ke klubu se vrátil trenér Juan Ramón López Muňiz. S ním u kormidla bojoval klub pouze o záchranu, nasbíral největší počet remíz a skončil na posledním nesestupovém místě.

### Příchod šejka
Růžovější ekonomickou budoucnost přinesla koupě klubu šejkem Abdullahem Al Thanim v červnu 2010, který se stal prezidentem klubu.
Jako trenér byl podepsán Jesualdo Ferreira, ten byl ale po sérii špatných výsledků vyhozen. Nahradil ho Manuel Pellegrini, tomu se dařilo podstatně lépe. S několika novými akvizicemi jako Maresca, Demichelis či Júlio Baptista tým dokázal poprvé v historii pětkrát za sebou vyhrát, dostal se z pásma sestupu a skončil na 11. místě.
Před sezónou 2011/12 opět mohutně posilují. Do klubu postupně přišli Ruud van Nistelrooy a Joris Mathijsen z Hamburgeru SV, Nacho Monreal z Osasuny a Jérémy Toulalan z Olympique Lyon. Dále probíhají jednání o příchodu brazilského stopera Lúcia z Interu Milán.

## Trofeje
- Pohár Intertoto ( 1x ) - (2002)